# 森健良
森 健良（もり たけお、1960年〈昭和35年〉12月2日 - ）は、日本の外交官。経済外交担当大使、外務省北米局長、外務審議官（政務担当）を経て、外務事務次官。

## 経歴・人物
東京都出身。1983年東京大学法学部第2類（公法コース）卒業、外務省入省。ドイツ語研修。1997年在シンガポール日本国大使館一等書記官。1999年在ドイツ日本国大使館参事官。外務省条約局国際協定課長、外務省国際法局条約課長、外務省北米局北米第一課長、外務省総合外交政策局安全保障政策課長等を経て、2010年在アメリカ合衆国日本国大使館公使（経済班長）。2013年外務省経済局参事官、経済外交担当大使。2014年外務省経済局審議官、経済外交担当大使。2015年外務省北米局長。2018年外務審議官（政務担当）を務め、イーゴリ・モルグロフロシア外務次官との日露次官級協議などにあたった。その後、日露平和条約交渉の実務担当者として、首相特別代表に指名される。2021年外務事務次官、文部科学省日本ユネスコ国内委員会委員。2023年退官、三菱商事顧問、東日本旅客鉄道顧問、オルブライト・ストーンブリッジ・グループ シニア・アドヴァイザー。

## 同期
- 相川一俊（23年EU大使・20年イラン大使）
- 相星孝一（21年韓国大使・18年イスラエル大使・14年ASEAN大使）
- 尾池厚之（23年ジュネーブ代表部大使・20年ユネスコ大使）
- 小笠原一郎（19年軍縮会議大使・16年マダガスカル大使）
- 奥山爾朗（22年ヨルダン大使）
- 片山和之（23年日本台湾交流協会台北事務所長・20年ペルー大使）
- 金杉憲治（23年中国大使）
- 杵渕正巳（22年ボスニアヘルツェゴビナ大使・20年東ティモール大使）
- 木村元（20年モザンビーク大使）
- 新美潤（22年OECD大使）
- 丸山則夫（22年アイルランド大使）
- 水内龍太（22年オーストリア大使・20年ザンビア大使）
- 水鳥真美（18年国連事務総長特別代表）
- 道上尚史（23年ブルガリア大使・21年ミクロネシア連邦大使）
- 南博（22年オランダ大使）
- 宮原信孝（18年笹川平和財団研究員）
- 村林弘文（21年在ヒューストン日本国総領事）
- 山﨑和之（23年国連大使）
- 山田滝雄（20年ベトナム大使・17年ユネスコ大使・10年ASEAN大使）
- 山本広行（23年ベラルーシ大使・20年トルクメニスタン大使）
- 和田充広（21年パキスタン大使）